# قائم جربحي (عبس)
قائم جربحي هي إحدى قرى عزلة بني حسن بمديرية عبس التابعة لمحافظة حجة، بلغ تعداد سكانها 45 نسمة حسب تعداد اليمن لعام 2004.